# Hippidion principale
Hippidion principale és una espècie de mamífers extints de la família dels èquids. Visqueren a Sud-amèrica (Argentina, Bolívia, Brasil, el Perú, Uruguai i Xile) durant el Plistocè.